# Акбулатов, Эдхам Шукриевич
Эдха́м Шукри́евич Акбула́тов (тат. Әдһәм Шөкри улы Акбулатов, род. 18 июня 1960 года, Красноярск, РСФСР, СССР) — российский государственный деятель. Ректор СибГУ имени академика М. Ф. Решетнёва (с 6 февраля 2020 года; и.о. с 19 сентября 2018 года). Временно исполняющий обязанности губернатора Красноярского края (с 19 января 2010 по 17 февраля 2010 года). Председатель правительства Красноярского края (с 2 октября 2008 года по 13 декабря 2011 года). Глава города Красноярска (с 19 июня 2012 года по 26 октября 2017 года). Член Политического совета красноярского регионального отделения партии «Единая Россия». Кандидат технических наук (1998), магистр менеджмента (2000).

## Биография
В 1982 году окончил Красноярский политехнический институт по специальности «Промышленное и гражданское строительство».  С 1985 года — аспирант кафедры железобетонных конструкций Московского инженерно-строительного института имени В. В. Куйбышева, где в 1988 году там же защитил диссертацию на соискание учёной степени кандидата технических наук по теме «Длительные сопротивление и деформативность вертикальных диафрагм жёсткости каркасно-связевых многоэтажных зданий» (специальность 05.23.01 «Строительные конструкции, здания и сооружения»). В 2000 году прошёл профессиональную переподготовку в Академии народного хозяйства при Правительстве Российской Федерации по специальности «Государственное и муниципальное управление» с присвоение квалификации магистра менеджмента по направлению «Менеджмент».

### Преподавательская деятельность
В 1988—1994 годах — ассистент, старший преподаватель, доцент кафедры строительных конструкций в Красноярского инженерно-строительного института.
19 сентября 2018 года был назначен исполняющим обязанности ректора СибГУ имени академика М. Ф. Решетнёва. 6 февраля 2020  года утверждён в должности ректора СибГУ имени академика М. Ф. Решетнёва.

### Государственно-политическая деятельность
В 1994—1998 годах — заместитель председателя комитета, первый заместитель председателя комитета, председатель комитета по земельным ресурсам и землеустройству города Красноярска.
В 1998—2002 годах — начальник главного управления экономики и планирования администрации города Красноярска.
С 9 декабря 2002 года — заместитель губернатора Красноярского края — начальник главного управления развития экономики и планирования администрации Красноярского края.
С октября 2005 года — заместитель губернатора Красноярского края — руководитель департамента планирования и экономического развития администрации края.
С 27 июня 2007 года — заместитель губернатора Красноярского края — руководитель департамента экономического планирования и промышленной политики администрации края.
С 15 июля 2008 года — заместитель губернатора Красноярского края — заместитель председателя правительства Красноярского края.
С октября 2008 года — первый заместитель губернатора Красноярского края — председатель правительства Красноярского края.
19 января 2010 года Президент Российской Федерации Дмитрий Анатольевич Медведев назначил его временно исполняющим обязанности губернатора региона вместо Александра Геннадьевича Хлопонина, который занял посты заместителя Председателя Правительства Российской Федерации и Полномочного представителя Президента Российской Федерации в только что созданном Северо-Кавказском федеральном округе.
17 февраля 2010 года в связи с назначением Льва Кузнецова оставил пост временного исполняющего обязанности губернатора.
4 марта 2010 года утверждён Законодательным Собранием края на должность председателя правительства Красноярского края.
13 декабря 2011 года после отставки главы города Красноярска Петра Пимашкова (избранного в Государственную думу) освобождён от должности в правительстве края.
14 декабря 2011 года назначен исполняющим обязанности первого заместителя главы города Красноярска, 15 декабря — исполняющим обязанности главы города.
10 июня 2012 года победил на выборах Главы города Красноярска, набрав около 70 % голосов избирателей при явке 21,3 %. 26 октября 2017 года ушёл в отставку, отказавшись избираться на второй срок.
Активно развивал промышленность региона и межрегиональные связи. С многими промышленными группами подписал соглашения о взаимодействии в области расширения налоговой базы, создания новых рабочих мест. 25 сентября 2015 года принял участие в театрализованных онлайн-чтениях произведений А. П. Чехова «Чехов жив».

## Семья
Женат.
От брака сын — Тимур Акбулатов, выпускник Сибирского государственного аэрокосмического университета имени академика М. Ф. Решетнёва (2008). Работает в красноярском филиале одной из московских транспортных лизинговых компаний.

## Награды
- Знак отличия «За верность космосу» (1 октября 2021) — за личный вклад в реализацию космических программ и проектов, многолетний добросовестный труд[10].
- Медаль «1000-летие преставления святого равноапостольного князя Владимира» (2015) — за личный вклад в дело восстановления многих храмов[11]
- Благодарность Правительства Российской Федерации (14 декабря 2007) — за большой вклад в реализацию Государственного плана подготовки управленческих кадров для организаций народного хозяйства Российской Федерации[12]